# Tim Oermann
Tim Oermann, né le 6 octobre 2003 à Bochum (Allemagne), est un footballeur allemand qui évolue au poste de défenseur central au SK Sturm Graz, en prêt du Bayer Leverkusen.

## Biographie

### En club
Né à Bochum en Allemagne, Tim Oermann commence le football au SF Altenbochum avant d'être formé par le club local du VfL Bochum. Le 17 juin 2022, il signe son premier contrat professionnel avec Bochum, le liant au club jusqu'en juin 2024.
Il joue son premier match en professionnel lors d'une rencontre de Bundesliga face au 1. FC Cologne le 18 septembre 2022. Il est titularisé et les deux équipes se neutralisent (1-1 score final),.
Le 24 janvier 2023, Tim Oermann rejoint le Wolfsberger AC sous la forme d'un prêt jusqu'à la fin de la saison.
Il joue son premier match pour le club le 3 février 2023, à l'occasion d'une rencontre de coupe d'Autriche face au Rapid Vienne. Il est titularisé et son équipe est battue par trois buts à un après prolongations.
Le 29 mai 2025, Tim Oermann signe un contrat de quatre ans avec le Bayer Leverkusen. Dans la foulée, il est prêté au SK Sturm Graz, champion d’Autriche en titre.

### En équipe nationale
Tim Oermann représente l'équipe d'Allemagne des moins de 20 ans. Il joue son premier match avec cette sélection le 22 mars 2023 contre l'Angleterre en entrant en jeu (défaite 2-0 des Allemands).